# Gârbova de Sus, Alba

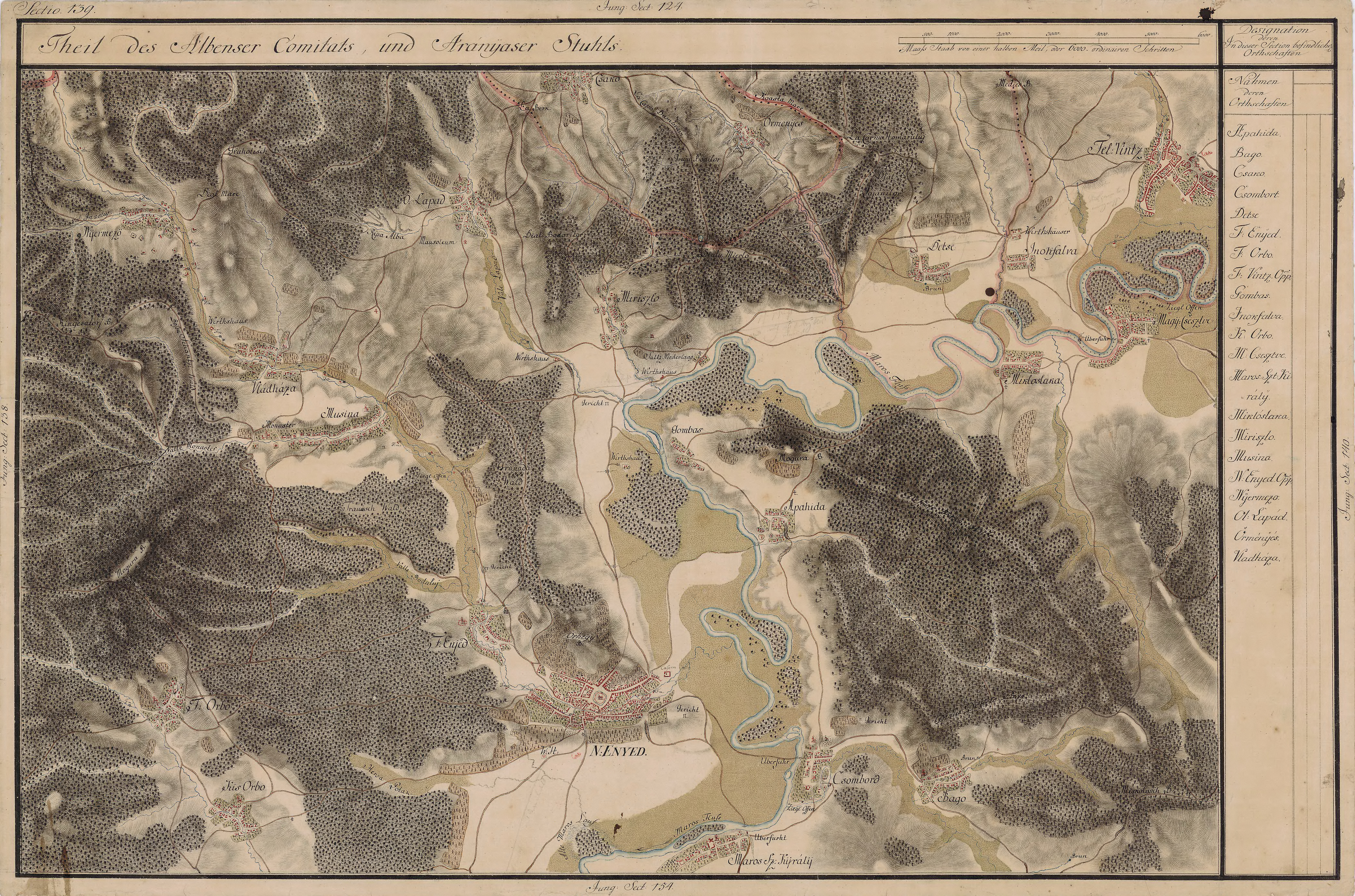
Gârbova de Sus (F: Orbó) pe Harta Iosefină a Transilvaniei, 1769-1773 (Sectio 139)

Gârbova de Sus (în maghiară Felsöorbó, în germană Oberurbau sau Orbau) este un sat ce aparține municipiului Aiud din județul Alba, Transilvania, România.

## Istoric
Pe Harta Iosefină a Transilvaniei din 1769-1773 (Sectio 139) localitatea apare sub numele de „F: Orbó” (Felsö Orbó).

## Lăcașuri de cult
- Biserica din lemn “Sf. Petru”, construită aici în 1707, a fost strămutată în anul 1900 în comuna Berghin.

## Obiective turistice
- Rezervația naturală Pârâul Bobii (1,5 ha).